# Хилтон-Мемфис
Хилтон-Мемфис (англ. Hilton Memphis) — самый высокий отель в городе Мемфис, штата Теннесси. Находится в Западном Мемфисе по адресу 939 Ridge Lake Blvd. 27-этажный отель был разработан архитектором из Мемфиса, Францис Мэх и построен в 1975 году. Изначально отель принадлежал другой фирме, Hyatt Hotels Corporation, но в 2004 году, Hilton Hotels выкупил здание. По состоянию на 2011 год во всех (405) номерах идёт ремонт в стиле модернизм. Отель известен проведением конвента фантастов Америки в 2011 году и заключением соглашения с американской авиакомпанией во 2012 году. Это отличное место не только для конвенций, но и для свадеб, которые проводят на различных танцплощадках.
В отеле есть сувенирный магазин, открытый бассейн, джакузи и ресторан. В отеле часто останавливалась дочь Элвиса Пресли — Лиза Мари Пресли.